# Russell Lightbourne
Russell Lightbourne es un personaje de ficción de la adaptación televisiva Los 100 basada en los libros del  mismo nombre. Es interpretado por JR Bourne y Sean Maguire. Era el líder del asentamiento de Sanctum y uno de los Primes. Es un personaje recurrente en la sexta temporada y es ascendido a principal en la séptima temporada.

## Descripción general
Russell Lightbourne y su familia fue enviada a bordo de Eligius III para viajar a la luna habitable "Alpha" para formar una colonia. Russell fue el líder del equipo, sin embargo, el día 21 de la misión, Russell mató a Simone, Josephine y otros durante una psicosis inducida por el eclipse del Sol Rojo. Pasó los siguientes 25 años tratando de descubrir cómo usar unidades mentales para traer de vuelta a su familia. En 2070, ayudó a Gabriel Santiago a traer a su hija de regreso a través de un huésped adulto de sangre negra. Después de este exitoso experimento, Russell y Gabriel lograron traer de vuelta a Simone y los demás que fueron asesinados.
En la séptima temporada Russell es asesinado por Sheidheda en su espacio mental, quien toma el control de su cuerpo.

## Adaptación de TV

### Sexta temporada (2019)
En "Red Sun Rising", 236 años en el pasado, Russell (Sean Maguire) y su equipo, incluida su esposa Simone (Chelah Horsdal) y su hija Josephine (Sara Thompson), habían llegado recientemente al planeta Alpha. Trató de mantener a todos en el objetivo con sus misiones para construir un santuario para la raza humana, cuando su hija sugirió cambiar el nombre del lugar a "Sanctum", aceptó con gusto la sugerencia. Más tarde ese día, Russell y su equipo encontraron su primer eclipse de Sol rojo, pero como no sabían su efecto, Russell se expuso y se volvió psicótico. Mientras estaba en esta psicosis inducida por el eclipse, Russell se fue y atacó a su esposa y Josephine con un hacha y disparó a muchos otros. En "The Children of Gabriel", la encarnación actual de Russell (JR Bourne) se encuentra entre los primeros ciudadanos de Sanctum en ver al grupo de Clarke (Eliza Taylor) desde la Tierra. Cuando piden que salve a Murphy (Richard Harmon), él acepta, pero luego, ordena que Clarke y sus amigos sean encerrados. Antes de decidir qué hacer con ellos, les pide a algunos que vayan a traer sus nave de transporte dentro del escudo de radiación donde sea seguro y se quedada atrás con Clarke para determinar su destino. Gracias a las historias que Jordan (Shannon Kook) contó sobre Clarke, Russell cree que son personas peligrosas y no los deja quedarse en la ciudad de Sanctum. Cuando Russell se da cuenta de que Clarke tiene sangre negra, se da cuenta de que ella también es una sangre real como ellos, y ya que Clarke salvó a Delilah (Ashleigh LaThrop), los deja quedarse en Sanctum a todos excepto a Diyoza (Ivana Miličević). En "The Face Behind the Glass", Russell encabeza las celebraciones por el día del nombre de Delilah. Parte de la ceremonia implica arrepentimiento durante el cual él hace las paces con Kaylee (Sarah-Jane Redmond) por dejarla atrás y cerrar la puerta de la Fortaleza de Ryker antes de que entre su familia. Russell está decepcionado de recibir las malas noticias de Jade (Bethany Brown) de que Rose ha sido asesinada. Russell y Simone necesitaban que Rose la usara como anfitriona de su hija Josephine, ahora pueden pasar décadas antes de que nazca otro niño de sangre real. Afortunadamente para ellos, Clarke queda paralizado por Cillian, que resulta ser un espía para los Hijos de Gabriel. Russell se siente tentado a aprovecharse de Clarke y usarla como anfitriona de su hija sin su consentimiento. Simone acepta que estaba destinado a ser, se disculpa con Clarke y le dice que su cerebro se borrará, inyectando a Clarke una droga que borra la mente y la deja inconsciente. Un rato después, Josephine se despierta en el cuerpo de Clarke y Russell está feliz de reunirse con su hija. En "The Gospel of Josephine", Russell obliga a Josephine a fingir ser Clarke para investigar cuantos Sangres Nocturnas hay en su equipo. Se revela que en el pasado, Russell Lightbourne I (Sean Maguire) junto con Gabriel I, le hicieron ingeniería inversa a las unidades mentales para así poder vivir para siempre. En "Memento Mori", Russell le pide perdón a Bellamy (Bob Morley) por lo que le hicieron a Clarke, pero Bellamy no lo acepta. Cuando Bellamy se libera, agarra a Russell e intenta matarlo, pero Josie le dice que lo haga, y le pide que termine el ciclo de sangre allí. Bellamy se siente culpable y decide dejar que Russell quede en libertad. Russell, Josie y Murphy (Richard Harmon) convencen a Bellamy de no vengarse de la "muerte" de Clarke. En "Nevermind", Russell aparece en la mente de Clarke ayudando a la original Josephine a matar a Clarke. En "The Old Man and the Anomaly", Russell expresa remordimiento por lo que le hizo a Clarke y ve la supervivencia de Clarke como una oportunidad para hacerlo bien. En lugar de borrar la mente de Clarke para siempre, Russell desea restaurarla y encontrar un nuevo anfitrión dispuesto para Josephine, a pesar de las protestas de su hija. Después de que Miranda Mason es encontrada muerta, Russell se da cuenta de que no son los Hijos de Gabriel y ordena a su gente que encuentre a la gente de la Tierra y a Josephine cuando Sanctum comienza a encerrarse. Después del intento fallido de Madi (Lola Flanery) en quitarle la vida de Priya, Russell insiste en que la gente de la Tierra debe ser juzgada por lo que han hecho, aunque promete que harán todo lo posible para salvar a Jordan Green desde que salvó a Priya. El asqueado Ryker obliga a Russell a admitir que Clarke todavía está vivo y le ordena a su gente que haga lo que sea necesario para traer a Josephine a casa.
En "Matryoshka", Mientras Russell almuerza con su esposa, Ryker y Priya, un ciudadano de Sanctum le corta el cuello a Simone, pero al darse cuenta de que su lesión es fatal, promete traerla de vuelta. En la noche es el momento en que todos los prisioneros de tierra y Tai serán quemados en las estacas, él camina diciendo que no habrá perdón, sin embargo, Murphy tiene la idea de que Abby (Paige Turco) podría hacer sangre nocturna con médula ósea. Russell perdona a Abby y al resto de la gente para que pueda ponerse a trabajar de inmediato, pero ella dice que necesitará un donante Sangre Nocturna y sugiere al propio Russell, aunque éste dice que Madi lo hará. Les permite continuar, pero aun así mata a Tai por asesinar a Simone. En "Ashes to Ashes", Russell está interrogando a Echo (Tasya Teles para saber quién más conoce "la verdad" aparte de Tai, pero como no dice nada, le dice que será la anfitriona de Simone. Russell cree que Murphy todavía está de su lado, por lo que quiere que vaya con Jade y traiga a Josie. Si no tiene éxito, Russell matará a Emori (Luisa d'Oliveira). Al final del día, Clarke regresa a Sanctum y logra engañar a Russell para que crea que ella es Josephine, alegando que no tiene su unidad mental mientras se aferró a la malla neural y mató a Clarke en el espacio mental. Clarke pregunta dónde está Simone y Russell le muestra a Clarke su unidad mental y menciona su plan para llevarla de vuelta a través de Echo. Sin embargo, el supuesto regreso de Josephine hace que Russell posponga este plan para llevar a Clarke a Madi. Él le muestra cómo obtienen más sangre nocturna a través de la extracción de médula ósea. En "Adjustment Protocol", Russell está en el laboratorio insertando una unidad mental en Clarke, que finge ser Josephine. Él le dice a Abby que ese mismo día resucitará a todos los Primes inactivos y que necesita cinco dosis más de Sangre Nocturna. Él va al taller de máquinas para ver a Ryker y su progreso en hacer de Echo un anfitrión, pero encuentra su cadáver, ordena a los guardias que disparen a matar a la gente de la Tierra. Regresa al laboratorio y se prepara para la Ceremonia de Nombramiento especial, reviviendo a la familia Mason usando los cuerpos de sus guardias y dando a Murphy y Emori unidades, para que pudieran pretender ser Daniel y Kaylee Lee. Luego borra la mente de Abby para que pueda ser utilizada como anfitriona de su esposa. Gabriel (Chuku Modu) se rinde a los guardias y es llevado a Russell. Cara a cara, Russell discute con Gabriel sobre el significado de la vida y lo aprisiona. Cuando los ciudadanos se enteran sobre la verdad de los Primes, Russell lo pone fin con una bomba de toxina del Sol Rojo. Reagrupándose en el comedor, presenta a su esposa resucitada en el cuerpo de Abby a Clarke. Russell dice que Sanctum los ha perdido, necesitan escapar al espacio. Toman a Raven (Lindsey Morgan), Madi y Gaia (Tati Gabrielle) como rehenes y vuelan a Eligius IV. En el final de temporada "The Blood of Sanctum", Russell y los demás Primes, junto con sus guardias, se apoderan de la nave nodriza y planea escapar a los otros planetas a los que fue Eligius III. Mientras Russell y Simone planean matar a todos los que están dormidos, Clarke se ve obligada a revelarse ante ellos e inmediatamente se da cuenta de que Josephine está muerta. Después de que Clarke flota al resto de los Primes, Russell intenta matar a Madi para vengarse, Sin embargo, Sheidheda, quien controla a Madi, ofrece un trato con Russell para vengarse. Despiertan al resto de Wonkru, que comienza a seguir a su Comandante, con Russell y sus guardias. Más tarde, Madi, que logra recuperar el control, captura a Russell y sus guardias. De vuelta en Sanctum, Russell es encarcelado por sus crímenes.

### Séptima temporada (2020)
En el estreno de temporada "From the Ashes", uno de los problemas entre las diversas facciones en Sanctum es qué hacer con Russell. Mientras que los Hijos de Gabriel quieren quemar a Russell en la hoguera, Clarke se niega a dejarlos hasta que se tome una decisión y envía a Jordan Green a verificar a Russell. Russell, que no ha comido, bebido o dormido, expresa su deseo de morir debido al dolor que sufre por perder a toda su familia y haberlos matado en primer lugar. Russell enojado le dice a Jordan que informe a la gente de Sanctum que Russell está siendo tratado mejor de lo que merece y le ordena que salga. Después de que aumentan las tensiones, Clarke y sus amigos deciden trasladar a Russell al palacio por seguridad. Russell cuestiona la vacilación de Clarke para matarlo, afirmando que la mataría por sus propias acciones si tuviera la oportunidad. 
Clarke decide buscar la ayuda de Russell para ordenarles que se detengan. Russell, quien se ha negado a ser desencadenado, está mirando un libro de biología que Josephine escribió cuando Clarke entra y pregunta cómo se continúa cuando han perdido todo. Él le dice que ella entendería su dolor si hubiera matado a Madi cuando tuvo la oportunidad. Russell devuelve las cosas de Abby a Clarke que Simone había dejado atrás cuando ella resucitó. Tomando el anillo de Abby, una Clarke enfurecida golpea violentamente a Russell, inadvertidamente prendiendo fuego a la habitación en el proceso. Sacando un arma oculta, Clarke apunta a Russell y exige saber si es lo que quiere. Sin resistencia, Russell lo confirma y le pide a Clarke que lo libere, aunque solo le pega en la cabeza dejándolo inconsciente. Russell I se despierta dentro de su mente, en la sala de los comandantes, en la cual Sheidheda lo mata en su espacio mental tomando el control del cuerpo de Russell.

## Desarrollo y recepción
El 21 de septiembre de 2018, se anunció que JR Bourne se unió al elenco recurrente. El 1 de mayo de 2020, Jason Rothenberg publicó en Twitter los créditos de apertura de la temporada, en la que se reveló que JR Bourne fue promovido al elenco principal.